# ملکه هیوسون
ملکه هیوسون (کره‌ای: 효순왕후 조씨؛ ۸ ژانویه ۱۷۱۶ – ۳۰ دسامبر ۱۷۵۱) همسر ولیعهد چوسان بود. او در طول زندگی خود هرگز با عنوان ملکه شناخته نشد. هیوسون و همسرش ولیعهد هیوجانگ پس از مرگ در سال ۱۷۶۴، به عنوان پدرخوانده و مادرخواندهٔ پادشاه جونگ‌جو به خاطر دور کردن فرزند از جنایات پدر واقعی‌اش ولیعهد سادو، انتخاب شدند. او پس از مرگ با عنوان هیوسون، امپراتریس باهوش (کره‌ای: 효순소황후; هانجا: 孝純昭皇后) نامیده شد.